# LILO
LILO (LInux LOader, 리눅스 로더)는 리눅스를 위한 부트 로더이다.
LILO는 처음에 Werner Almesberger가 개발하였으나, 현재의 개발자는 존 코프먼(John Coffman)이다.
LILO는 특정한 파일 시스템에 의지하지 않으며, 플로피 디스크와 하드 디스크(이를테면 리눅스 커널)로부터 운영 체제를 시동할 수 있다. 최대 16개의 다른 이미지를 시동 메뉴 안에서 고를 수 있다. 루트 장치와 같은 여러 변수는 각 커널에 독립적으로 설정할 수 있다. LILO는 마스터 부트 레코드 (MBR)이나 파티션의 시동 섹터 안에 위치한다. 후자의 경우 다른 무언가가 LILO를 불러오기 위해 MBR 안에 위치해야 한다.
시스템이 시작할 때, LILO가 하드 드라이브에 접근하도록 하기 위해 바이오스 드라이버만 사용할 수 있다. 이러한 까닭에, 매우 오래된 바이오스들의 경우, 접근할 수 있는 영역이 처음 두 개의 하드 디스크의 실린더 0부터 1023까지 한정되어 있다. 나중에 나온 바이오스들의 경우, LILO는 32비트 논리 주소 어드레싱 (LBA)을 사용하여 바이오스가 접근하는 모든 하드 디스크의 자료를 실용적으로 접근한다.
LILO는 loadlin이 대중화된 뒤 여러 해 동안 대부분의 리눅스 배포판을 위한 기본 부트로더였다. 오늘날 대부분의 배포판들은 GRUB을 기본 부트로더로 사용한다.

## lilo.conf
lilo.conf 파일은 보통 /etc/lilo.conf에 위치해 있다. lilo.conf 안에는, 두 개의 종류가 있다.
1. 첫 번째 섹션: 전역 옵션을 정의하며, 시동 위치 특성을 지정하는 변수를 포함한다.
2. 두 번째 섹션: 불러올 운영 체제 이미지와 연결된 변수를 포함한다. 이 섹션 종류는 최대 16개의 다른 시동 선택으로 되풀이될 수 있다.

기본 정보는 LILO Manpage에서 찾을 수 있다.

## 같이 보기
- 리눅스
- 부트 로더
- GNU GRUB
- elilo
- NTLDR